# Giovanni Mardersteig
Giovanni Mardersteig (Weimar, 8 gennaio 1892 – Verona, 27 dicembre 1977) è stato un editore e stampatore tedesco naturalizzato italiano.

## Biografia
Laureatosi in Germania, spostò la sua attività sull'editoria essendo uno dei tre fondatori, con Carl Georg Heise e Kurt Wolff della rivista sulle arti «Genius», trasferendosi a Lipsia e successivamente a Monaco di Baviera, concentrando successivamente il suo interesse sulla stampa. 
La formazione culturale europea e la scrupolosa ricerca della perfezione sotto ogni aspetto nella realizzazione di un'opera editoriale spinsero Hans Mardersteig a fondare l'Officina Bodoni a Lugano nel 1922, e trasferirla cinque anni dopo a Verona. Dopo alcune esperienze editoriali, aveva individuato l'interesse internazionale per un'editoria di alto livello, come le private presses in Inghilterra e in Germania. La sua scelta riguardava anzitutto la cura dei testi, poi l'impaginazione e infine la stampa al torchio su pergamena e carte di grande pregio.
Quando, nel primo dopoguerra si sentì il bisogno di creare delle attività che potessero servire da modello alla rinascita del paese, venne l'idea, a Hans Mardersteig (che dal 1948 tradusse il suo nome in Giovanni al momento della cittadinanza italiana), insieme ad alcuni amici e industriali, di fondare una tipografia dedicata alla stampa di libri di qualità che potesse accontentare, con l'uso di macchine fonditrici e macchine tipografiche, oltre i bibliofili, un maggior numero di clienti attenti al bel libro.
Fu costruito un primo piccolo edificio a Verona, appunto nel quartiere Valdonega, nome assunto anche dall'azienda, e la Stamperia Valdonega iniziò la sua attività nel 1948 con un impianto che diede immediatamente il tono e gli obbiettivi essendo basata su macchine per la composizione meccanica Monotype e pianocilindriche Johannisberg.
Nel 1952 fu inaugurato il primo ampliamento e si stipularono anche importanti contratti con case editrici il cui prestigio, in parte, venne proprio dall'accurata produzione. Gli editori più importanti di questo periodo sono la Riccardo Ricciardi Editore di Milano-Napoli fondata da Raffaele Mattioli (Classici della Letteratura Italiani), l'Editrice Antenore diretta da Giuseppe Billanovich (Italia Medioevale e Umanistica), Adelphi Edizioni con la serie di volumi diretta da Colli di Tutte le Opere di Friedrich Nietzsche e l'importante collana di volumi su Le Lettere di Michelangelo per Sansoni.
Nel 1964 per la Casa Editrice Salani fu realizzata la maestosa Divina Commedia di Dante con 100 illustrazioni di Salvador Dalí.
Nel frattempo si consolidò il rapporto con note case editrici straniere come la Collins Publishers e Folio Society in Inghilterra, la Tauchnitz Edition, la Hoffmann & Campe, la Hanser Verlag e la Propyläen Verlag in Germania, la Limited Editions Club e New Directions negli Stati Uniti.
Muore nel 1977 e l'attività della Stamperia Valdonega viene portata avanti fino ad oggi con la stessa filosofia dal figlio Martino Mardersteig
La specificità delle sue opere risiede nella ricercatezza e nella raffinatezza delle stampe eseguite.

## Opere
- Giambattista Bodoni, Manuale tipografico, facsimile a cura di Giovanni Mardersteig, Verona, Bodoni, 1968
- Scritti di Giovanni Mardersteig sui caratteri e sulla tipografia, Verona, Il Polifilo, 1989